# オキサライア
オキサライア（学名：Oxalaia、「オクサラのもの」の意）は、ブラジルの上部白亜系で化石が産出した、スピノサウルス科に属する獣脚類の恐竜の属。タイプ種Oxalaia quilombensisが知られており、属名はアフリカの神であるオクサラに由来し、種小名はアフリカ出身の奴隷の子孫が居住するQuilomboで標本が発見されたことにちなむ。全長は約12 - 14メートル。オシャライアやオクサライアとも。

## 発見と命名

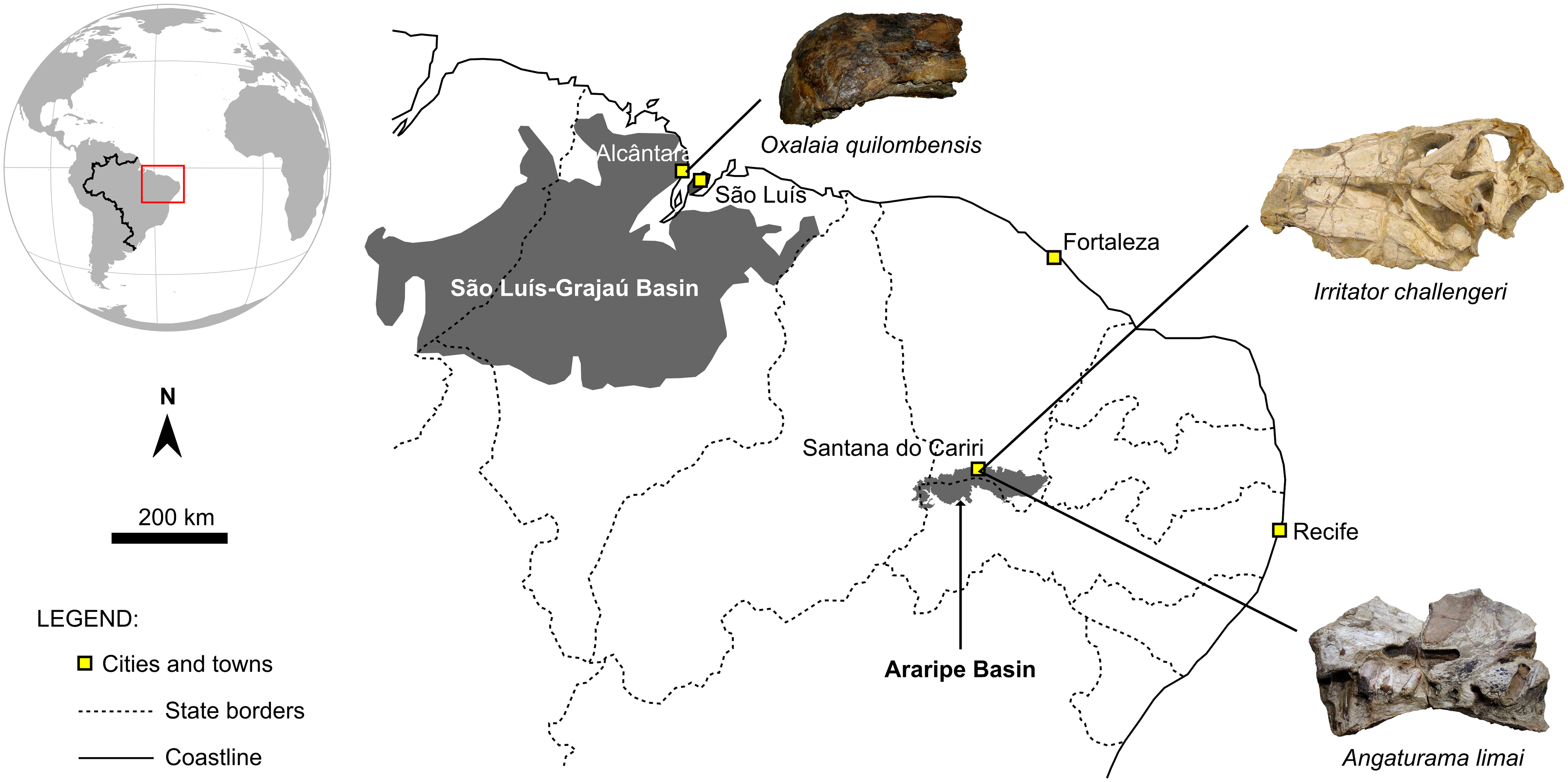
南アメリカ大陸で発見されたスピノサウルス亜科の恐竜とその発見地を示す図。オキサライアとアンガトラマおよびイリタトルが図示されている。

オキサライアはブラジル北東部に位置する São Luís-Grajaú Basin に分布するItapecuru層群のAlcântara層で発見された。地層の年代は後期白亜紀のセノマニアンである。Itapecuru層の北部の露頭である Laje do Coringa locality は主に砂岩と泥岩からなり、植物化石と脊椎動物化石の断片を含む礫岩層を伴う。これらの堆積層はスピノサウルスの化石が発見されたエジプトのバハリヤ層と類似した海洋・河川環境で堆積した。オキサライアの化石は1999年にLaje do Coringaで発見された。ブラジル国立博物館の古生物学者 Elaine Machado は化石の保存の良さに衝撃を受けた。この産地の堆積物は潮による顕著な浸食を受ける。波の作用で地層から除去された化石は発見されず、保存された化石も断片化する傾向にあるため、このように保存の良い化石が発見されることはレアケースであった。一般に、Alcântara層で発見される化石の大部分は歯や単離した骨格要素からなり、Laje do Coringaにはそうした化石が夥しく埋没していた。

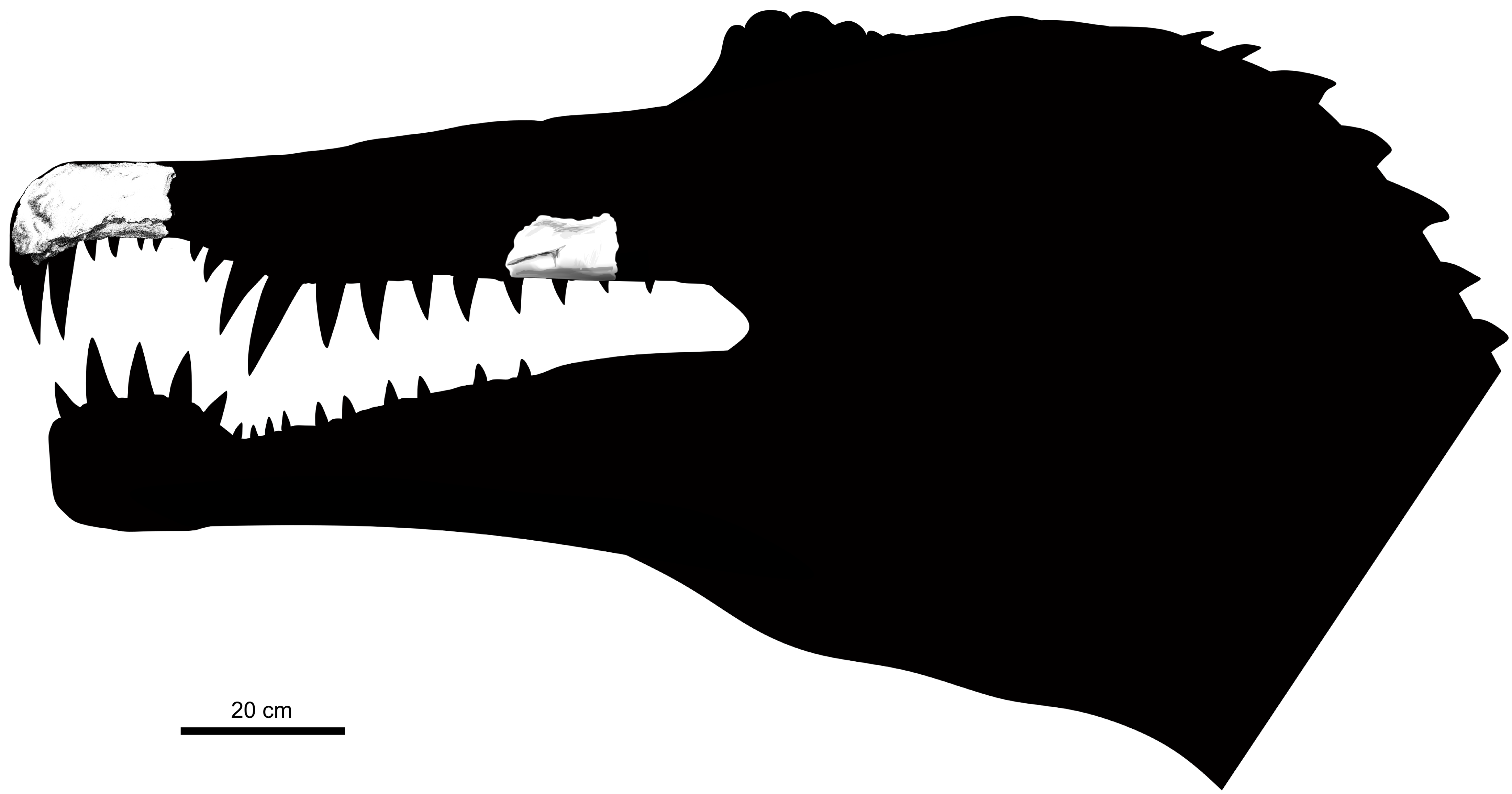
既知の骨を示したオキサライア頭部のシルエット

オキサライアはブラジルで発見されたスピノサウルス科の恐竜の1つであり、他の例にはイリタトルとアンガトラマが居る。後者2属はいずれも部分的な頭蓋骨が発見されており、アラリペ盆地に分布するサンタナ層群のロムアルド層から回収されている。微化石の年代から地層の堆積年代はアルビアン期と推定されており、これはオキサライアよりも600万年から900万年古いものとなる。スピノサウルス科の化石記録は他の獣脚類のグループと比較して乏しい。既知の体の化石は非常に少なく、大部分の属は椎骨や歯といった単離した要素に基づいて設立されているのである。Oxalaia quilombensis のホロタイプ標本 MN 6117-V は、左側の部分が母岩に埋没した状態で発見された。標本は大型個体に由来する癒合した前上顎骨からなる。単離した不完全な上顎骨の断片 MN 6119-V もスピノサウルス科の一般的な特徴を示したことからオキサライアに分類された。この上顎骨は岩の表面で発見されており、侵食によって元来の位置から移動した可能性がある。いずれの骨もブラジル北東部地域のマラニョン州の Cajual Island で発見されており、リオデジャネイロの国立博物館に所蔵された。2018年に発生したブラジル国立博物館の火災により、おそらくオキサライアの標本もブラジル国内で発見された他の様々な標本と共に焼失したとされる。部分的な頭蓋骨の他には、無数のスピノサウルス科の歯がLaje do Coringaから報告されている。同じ地層から産出した2個の部分的な尾椎はシギルマッササウルスに分類されており、アメリカの古生物学者ミッキー・モーティマーはこれらがオキサライアのものである可能性を指摘している。
2011年3月、オキサライアは後期白亜紀の爬虫類であるペペスクスとブラジリグアナと共にブラジル科学アカデミーの発表で発見が報告された。MachadoはオキサライアについてCajual Island の支配的な爬虫類として言及し、『ジュラシック・パーク』シリーズにも登場するスピノサウルス科は肉食恐竜の中でも別格であり、国内外から関心を集めると主張した。オキサライアはブラジルの古生物学者アレクサンダー・ケルナーらが記載し、2011年3月にアカデミーから公表された。タイプ種 Oxalaia quilombensis はブラジルから産出した獣脚類恐竜としては8番目に早く命名された種となった。属名は奴隷貿易時代にブラジルへ導入されたアフリカの神であるオクサラに由来し、種小名は逃亡奴隷が居住したQuilombo にちなむ。
ブラジルのアルカンタラ層からは遠位の尾椎 UFMA 1.10.240 が発見されており、これは2002年にシギルマッササウルスに分類されている。

## 特徴

泳ぐ姿勢での状態のオキサライアとヒトとの大きさの比較図

ホロタイプ標本の前上顎骨は左右ともに長さ約201ミリメートルで、保存されている幅は115ミリメートル（最大推定幅は126ミリメートル）、高さは103ミリメートルに達する。関連するスピノサウルス科の骨格要素に基づき、オキサライアの頭蓋骨長は1.35メートルと推定されている。これは2005年にイタリアのクリスティアーノ・ダル・サッソらが推定したスピノサウルスの頭蓋骨長1.75メートルよりも短い値である。2011年にケルナーと彼のチームはダル・サッソが用いた標本 MSNM V4047 とオキサライアの元々の吻部を比較し、オキサライアの全長を12 - 14メートル、体重を5 - 7トンと推定した。これによりオキサライアは既知の範囲内ではブラジルで最大の獣脚類となり、全長8.9メートルと推定されるピクノネモサウルスを第2位に降格させた。
吻部の先端は大型化し、後端が狭窄され、スピノサウルス科を区別するロゼット状の終端をなす。この構造は同じく拡大した歯骨の最前部と組みあう役割があったとされる。オキサライアの吻部には幅広で深い孔が存在しており、これは血管と神経が通る栄養孔の可能性がある。オキサライアの上顎はMSNM V4047やMNHN SAM 124のように急角度で下側へ向くスピノサウルスの上顎よりも丸みを帯びる。上顎骨は口蓋の正中線に沿って前側へ延びる長く薄い1対の突起を持ち、この突起は左右の前上顎骨に挟まれ、その前端には複雑な三角形の穴が存在する。同様の突起はスコミムスやクリスタトゥサウルスおよびMNHN SAM 124にも存在するが、露出してはいない。これらの構造はスピノサウルス科の二次口蓋を構成する。オキサライアの前上顎骨の下側は顕著な修飾があり、これは他のスピノサウルス科の滑らかな状態とは対照的である。

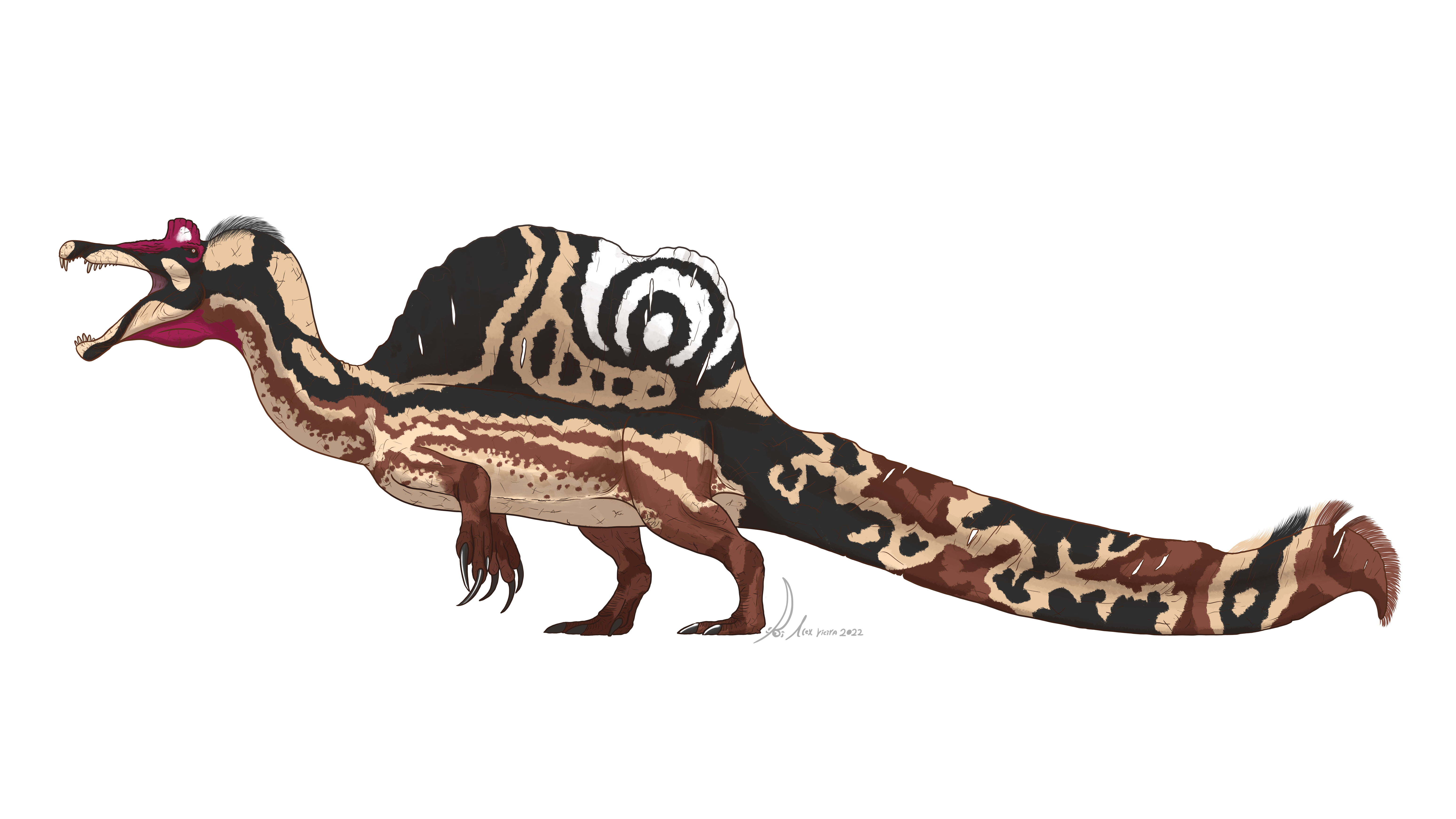
近縁属に基づく思弁的なパレオアート

前上顎骨には左右それぞれに7個の歯槽が存在しており、アンガトラマ、クリスタトゥサウルス、スコミムス、MNHN SAM 124と一致する。スピノサウルスの別の上顎の化石であるMSNM V4047の歯槽は6個であり、これとは一致しない。この歯槽の数が個体発生の段階に起因するものであるかは判断ができず、さらなる標本数が求められる。第III歯槽と第IV歯槽を隔てる大型の離開は、スコミムスでは小型であるものの、他の全てのスピノサウルス科にも認められる。第V歯槽と第VI歯槽の間にもほぼ等しい長さの離開が存在しており、これはMNHN SAM 124やMSNM V4047に認められるが、スコミムスとクリスタトゥサウルスには存在しない。オキサライアに分類された上顎骨断片MN 6119-Vには2つの歯槽と、部分的な歯を含む破損した3個目の歯槽が存在する。前上顎骨と同様に、上顎骨には栄養孔が存在する。また中央部に浅い窪みがあることから、上顎骨は外鼻孔の付近に位置したことが示唆される。残された歯槽の内側にある小さな破片から、前期白亜紀のスコミムスやクリスタトゥサウルスとは異なり、オキサライアは歯に鋸歯が存在しなかったことが示唆される。それぞれの歯槽では、1本の機能的な歯とは別に、生え変わりを待つ2本の置換歯が存在する。ケルナーによるとこれはサメやいくつかの爬虫類に共通する特徴であるが、獣脚類では普遍的に見られるものではないという。歯の断面は他の獣脚類に見られる薄い形状ではなく、スピノサウルス科に典型的な楕円形である。
Laje do Coringaから報告されたスピノサウルス科の歯は、2006年にブラジルの古生物学者Manuel Medeirosにより2つの主要なモルフォタイプに分類された。両者とも典型的なスピノサウルスの歯列を示すが、モルフォタイプIIはモルフォタイプIよりも歯のエナメル質が滑らかである。オキサライアの歯はモルフォタイプIに近い形態を示す。2番目の歯のグループはモルフォタイプIの磨耗した歯か、アルカンタラ層産の未記載のスピノサウルス亜科の歯である。

## 分類

ヒトとスピノサウルス科恐竜の大きさ比較。オキサライアは緑色

オキサライアのタイプ標本の骨はSpinosaurus aegyptiacusの標本 MSNM V4047 および MNHN SAM 124 と類似する。ケルナーらはオキサライアを他のスピノサウルス科から区別する固有派生形質として、くっきりとした前上顎骨の口蓋部や、1か所に2本存在する置換歯を挙げている。シアモサウルスやシノプリオサウルスといったより断片的なスピノサウルス科は歯だけに基づいて記載されており、分類群を正しく理解する前提条件である骨格の重複が欠如しているため、他の分類群から区別することが困難である。

近縁なスピノサウルスの骨格ダイアグラム

2017年にブラジルの古生物学者 Marcos Sales と Cesar Schultz が実施した系統解析では、オキサライアはアンガトラマやアフリカのスピノサウルス亜科と近縁な位置に置かれた。これは前上顎骨の背側に矢状稜を欠くことと、吻部が幅広であることからも示唆される。ブラジルのオキサライアとアンガトラマはスピノサウルスに近い位置に置かれ、特にオキサライアはスピノサウルスと姉妹群をなした。スピノサウルスとオキサライアを区別する形質は、歯槽の間の広さ、第III歯槽と第IV歯槽の間隙の狭まりの存在、吻部の傾斜の鋭さである。断片的ではあるものの、ブラジルの標本はスピノサウルス亜科が従来考えられてきたよりも派生的であったことを示唆している。スピノサウルス亜科に共通する特徴は、バリオニクス亜科には典型的に存在する歯の細かな鋸歯が存在しないことであり、これはオキサライアにも共通する。以下はSales と Schultz の研究に基づくクラドグラムである。
|  | アンガトラマ                                                    |
|  |                                                                 |
|  | \| \| オキサライア \| \| \| \| \| \| スピノサウルス \| \| \| \| |
|  |                                                                 |
|  | オキサライア                                                    |
|  |                                                                 |
|  | スピノサウルス                                                  |
|  |                                                                 |

|  | オキサライア   |
|  |                |
|  | スピノサウルス |
|  |                |

|  | アンガトラマ                                                    |
|  |                                                                 |
|  | \| \| オキサライア \| \| \| \| \| \| スピノサウルス \| \| \| \| |
|  |                                                                 |
|  | オキサライア                                                    |
|  |                                                                 |
|  | スピノサウルス                                                  |
|  |                                                                 |

|  | オキサライア   |
|  |                |
|  | スピノサウルス |
|  |                |

2020年、ケムケム層群のスピノサウルス亜科を評価したロバート・スミスらは、オキサライアには十分な児湯派生形質が無く個体差の範疇に収まると主張し、オキサライアをSpinosaurus aegyptiacus のジュニアシノニムとした。この見解が後の研究に支持された場合、Spinosaurus aegyptiacus はより広範な分布を示したことになり、またセノマニアン期に南アメリカとアフリカとの間で動物相の交換が起きたことを意味する。当時、アフリカと南アメリカを隔てる大西洋の規模は小さく、Spinosaurus aegyptiacus は短距離の海路を渡って南アメリカへ上陸可能であったと目される。

## 古生態

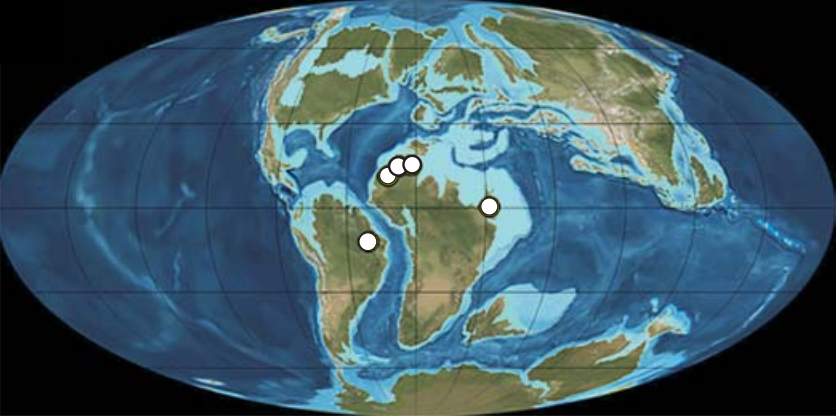
アルビアンからセノマニアンにかけてのスピノサウルス科の化石の分布

アルカンタラ層の後期白亜紀の堆積物は、球果植物やシダ類およびトクサ類が優占する熱帯林が生育した湿潤環境であったと解釈されている。これらの森林は乾燥気候から半乾燥気候の地形に囲まれており、短期間の著しい雨季に続いて長期間の乾季が訪れたと推測される。動物の分類群は多様性に富んでおり個体数も多く、恐竜や翼竜、ヘビ、軟体動物、ワニ、ノトスクス科、魚類が地層から発見されている。この堆積層から知られる水棲生物にはシーラカンスのマウソニアや、トビエイ科、ガンギエイ目、条鰭類やハイギョの種が居る。イタペウアサウルスのようなディプロドクス科や、基盤的なティタノサウルス類、カルカロドントサウルス属未定種、マシアカサウルスに近縁なノアサウウルス科、ドロマエオサウルス科の恐竜も知られる。加えて、スピノサウルス属未定種に分類された特徴的な歯と椎体も発見されている。
アルカンタラ層で発見される植物相と動物相の大部分はセノマニアン階にあたる北アフリカ・モロッコのケムケム単層にも存在する。アフリカに生息しないアルカンタラ層の生物はオキサライアのほか、ガンギエイ目のアトランティコプリスティスや中正鰐類のコリンガスクスが居る。Laje do Coringaの生物群集はスピノサウルスやカルカロドントサウルスおよびオンコプリスティスといった重要な分類群を抱えるエジプトのバハリヤ層と同時代である可能性もある。ブラジルとアフリカとの間でのこの極端な生物相の類似性は、巨大なゴンドワナ大陸の一部としての接続に起因する。この接続は約1億3000万年前から1億1000万年前ごろのリフティングや海洋底拡大によって開裂し、その後海に隔てられた両大陸では独立した進化が起こり、分類群間に僅かな差異が生じることとになった。Machado 曰く、Cajual Island はセノマニアン期においていまだアフリカ大陸と接していた。同様に Medeiros らは、諸島の存在や他の陸の接続の継続によって動物相の類似性の説明ができると指摘した。

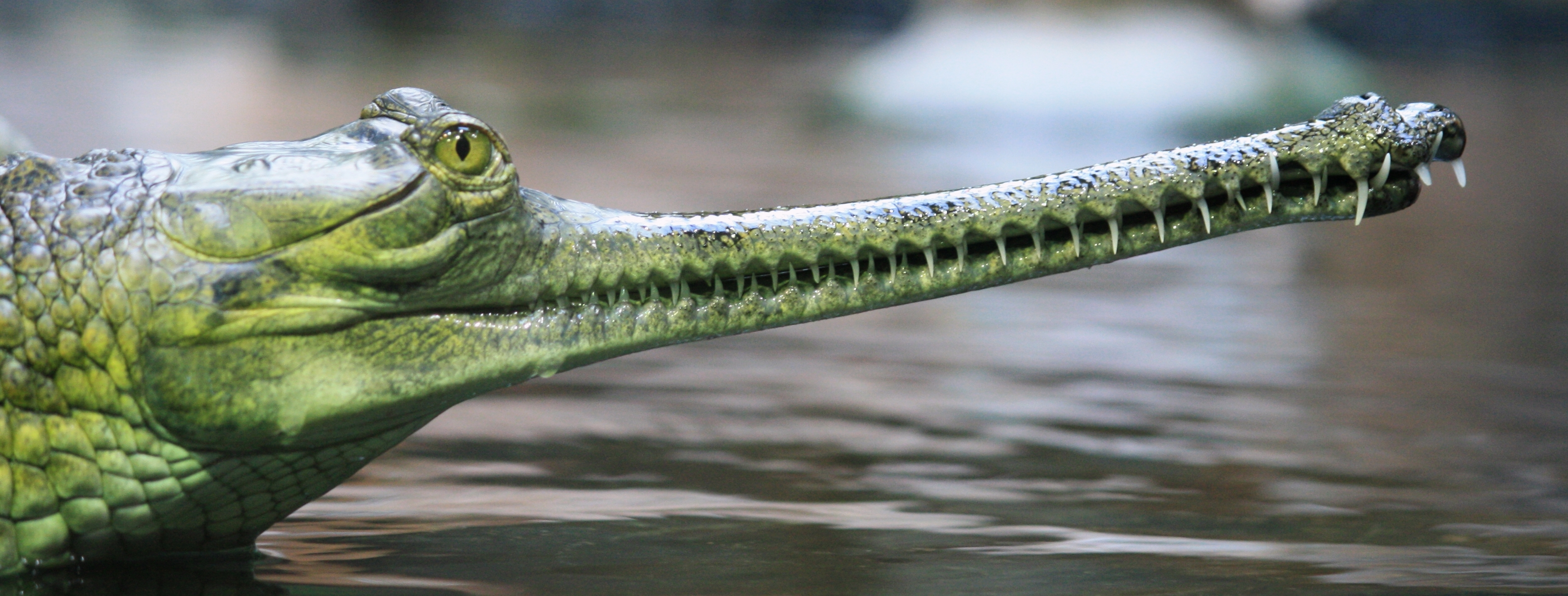
スピノサウルス科の吻部先端に見られるロゼット状の形状を示すインドガビアル

スピノサウルス類の属として、オキサライアには大型で頑強な前肢、比較的短い後肢、背部で帆や稜を形成する長く伸びた胴椎の神経棘、ワニと同様に遊泳時の補助となる高い尾椎の神経棘を有した。スピノサウルス科は他の大型の捕食動物との競争を避け、水辺あるいは水中で生活し、水棲動物を捕食した可能性が高い。ただし、必要であれば陸上でも行動したと目される。このような行動はバリオニクスの腹腔中にイグアノドン科の恐竜の幼体の死骸が発見されていること、また翼竜の死骸にイリタトルの歯が挿入されていたことから見て取ることができる。円錐形で横方向に楕円形の断面を持つオキサライアの歯と、他の獣脚類と比較して頭部の奥に後退した外鼻孔は、スピノサウルス科に特徴的な形質状態である。これはいずれも魚類の捕食に有用な適応である。スピノサウルス類の拡大した組み合う顎の前端と鋭い歯は、現生のワニの中で最も魚食に適したインドガビアルにも見られる特徴である。これは魚類の捕獲に効率的な機構として機能した。ケルナーはスピノサウルス科の頭蓋骨の一般的な外見をアリゲーター属のものと対比している。